# Strem (Fluss)
Die Strem (ung. Strém, kroat. Štrim, Burgenland-Romani Schtremakeri lenori) ist ein rund 56 km langer Fluss. Sie durchquert das Südburgenland in Österreich, ehe sie in ihrem Unterlauf einige Kilometer lang die österreichisch-ungarische Staatsgrenze bildet. Kurz vor ihrer Einmündung in die Pinka, deren größter Zufluss sie ist, verläuft sie dann eine kurze Strecke auf ungarischem Gebiet. Nur wenige Flusskilometer nach der Vereinigung mit der Strem mündet die Pinka in die Raab. Die Stremquelle liegt westlich von Oberwart, auf dem Gebiet der Gemeinde Markt Allhau. 
Der Fluss wurde 1157 als fluvius Ezturmen erstmals urkundlich erwähnt. Der Name Strem dürfte slawischen Ursprungs sein und so viel wie „Arm“ oder „Faden“ bedeuten (slov. strémen). Möglich wäre auch ein Zusammenhang mit dem indogermanischen Wort *sru-men- „Fluss“.
Am 25. Juni 2009 hat ein Extremhochwasser an der Strem schwerste Schäden angerichtet. Besonders betroffen waren die Stadt Güssing sowie die Gemeinde Strem.
Hoch über dem unteren Stremtal erhebt sich die Burg Güssing, die älteste Burganlage des Burgenlandes (aus dem Jahr 1157) und markantes Wahrzeichen der Region. Die unregulierten Altläufe von Strem und Pinka bilden auf ihren letzten Kilometern die Grenze zu Ungarn. Dieser, bei dem Dorf Luising gelegene Grenzabschnitt stellt eine Besonderheit dar, handelt es sich doch um den jüngsten Abschnitt der österreichischen Staatsgrenze. Die Katastralgemeinde Luising wurde erst am 10. Jänner 1923 Österreich angegliedert und nicht, wie das übrige Burgenland, schon im Jahr 1921.